# Oleksandr Myched

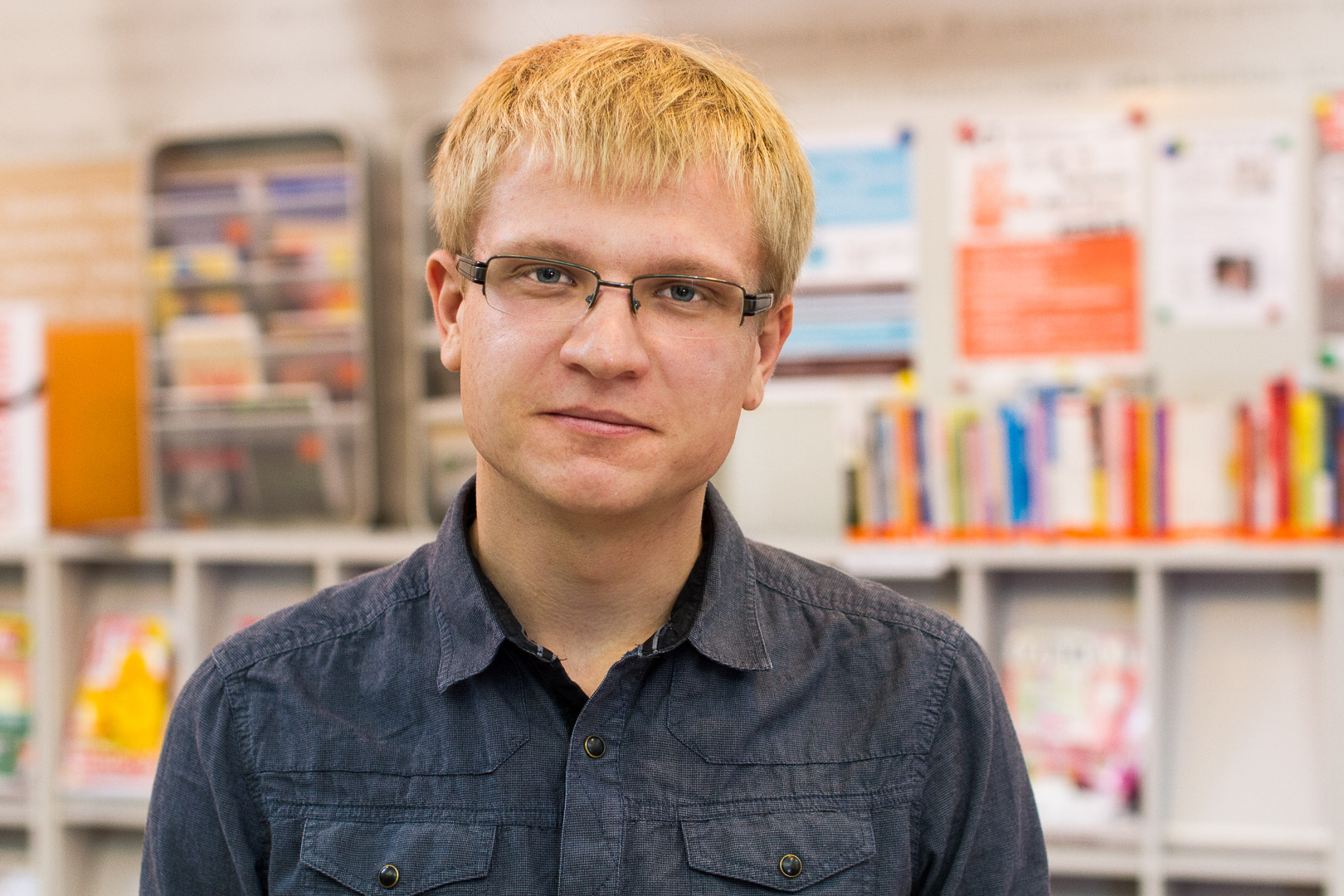
Oleksandr Myched, 2015

Oleksandr Pawlowytsch Myched (ukrainisch Олександр Павлович Михед, englisch Oleksandr Mykhed; * 21. April 1988 in Nischyn) ist ein ukrainischer Schriftsteller, Kulturkritiker und Kurator sowie Mitglied des PEN Ukraine.

## Leben und Wirken
Myched studierte an der Nationalen Taras-Schewtschenko-Universität Kiew und schloss dort mit einer Dissertation in Philologie ab.
Er war Mitarbeiter am Lehrstuhl für Literaturtheorie am Taras-Schewtschenko-Institut für Literatur der Nationalen Akademie der Wissenschaften der Ukraine. Außerdem war er Kurator des Amnesia-Projekts: eine offene Plattform, eines literarischen und künstlerischen Multimediaprojekts, das in die engere Auswahl der sieben besten Weltprojekte beim Festival Soundout! New Ways of Presenting Literature Festival (2014, Berlin). sowie Autor und Moderator des Podcasts über Literatur Station 451 (Projekt The Village Ukraine). 
Myched übersetzte Marina Abramovićs Autobiografie Durch Mauern gehen (2018, auf der Shortlist für den UNESCO City of Literature Prize) ins Ukrainische.
Kurz nach Beginn des russischen Überfalls auf die Ukraine meldete sich Oleksandr Myched freiwillig bei der lokalen Territorialverteidigung.

## Politische Positionen
In einem Interview im Juni 2024 sagte Myched, seine Wut wegen des Krieges richte sich nicht nur gegen Putin, sondern gegen alle Russen, »denn dies ist nicht Putins Krieg. Dies ist ein Krieg, der von der gesamten russischen Nation geführt wird, und von all den Menschen, die hierher kommen, um Kriegsverbrechen zu begehen, und von all den kleinen Leuten, die denken, dass sie keinen Einfluss darauf haben, die aber Teil des Bösen sind.«
Nach Mycheds Ansicht ist die gesamte russische Kultur – inklusive Puschkin – ein »integraler Bestandteil einer repressiven imperialen Maschinerie«; sie sollte verschmäht und sanktioniert werden, argumentierte er und sagte: »Alle Russen sind schuldig.«

## Publikationen  (Auswahl)
Prosa
- Позивний для Йова. Хроніки вторгнення. Wydawnyctwo Staroho Lewa, Lwiw, 2023, ISBN 978-966-448-135-6
- Котик, Півник, Шафка.  Wydawnyctwo Staroho Lewa, 2023, ISBN 978-966-448-071-7
- Я змішаю твою кров із вугіллям. Зрозуміти український Схід. Nash Format, Kyjiw, 2020, ISBN 978-617-7866-33-5
  - Dein Blut wird die Kohle tränken: Über die Ostukraine (Ukrainian Voices).  Andreas Umland (Hrsg.) , Übersetzt von  Simon Sven Muschick und Dario Maximilian Wilhelm Planert, ibidem, 2021, ISBN 978-3838216485  (das Buch wurde in die Liste der 100 Bücher, die helfen, die Ukraine zu verstehen aufgenommen[7])
- Бачити, щоб бути побаченим: реаліті-шоу, реаліті-роман та революція онлайн. ArtHuss, 2016, Kyjiw ISBN 978-617-7110-72-8
- Мороки. Ljuta sprawa, Kyjiw, 2016, ISBN 978-617-7420-04-9
- Астра. Wydawnyztwo Anetty Antonenko, Lwiw, 2015, ISBN 978-617-719-219-9
- Понтиїзм. Calvaria, Lwiw, 2014  ISBN 978-617-719-200-7
- АмнезіЯ. Elektroknyha, Kyjiw, 2013, ISBN 978-617-702-611-1

Sammelbände
- Contemporary Ukrainian prose and poetry in Vogue, Vogue, 2023, ISBN 9789669865328
- State of War. Meridian Czernowitz, 2023, ISBN 978-6178024390
- Hommage à l'Ukraine. STOCK, 2020, ISBN 978-2234094550

Übersetzung aus dem Englischen
- Марина Абрамович: Пройти крізь стіни. ArtHuss, 2018 ISBN 978-617-7518-55-5.